# اسمیتلند (کنتاکی)
اسمیتلند (به انگلیسی: Smithland) شهری در ایالت کنتاکی کشور ایالات متحده آمریکا است که جمعیت آن در سرشماری سال ۲۰۱۰ میلادی، ۳۰۱ نفر بوده‌است.